# Burkina Faso na Letnich Igrzyskach Olimpijskich 2000
Burkina Faso na Letnich Igrzyskach Olimpijskich 2000 reprezentowało 4 zawodników, 3 mężczyzn i 1 kobieta.

## Skład kadry

### Boks
Mężczyźni
- Drissa Tou - waga musza, do 51 kg (odpadł w 2 rundzie)

### Judo
Mężczyźni
- Salifou Koucka Ouiminga

### Lekkoatletyka
Mężczyźni
- Idrissa Sanou - bieg na 100 m (odpadł w eliminacjach)

Kobiety
- Sarah Tondé - bieg na 100 m (odpadła w eliminacjach)